# Chaltenobatrachus grandisonae
Chaltenobatrachus grandisonae is een kikker uit de familie Batrachylidae. De soort werd voor het eerst wetenschappelijk beschreven door Lynch in 1975. Oorspronkelijk werd de wetenschappelijke naam Telmatobius grandisonae gebruikt.
Chaltenobatrachus grandisonae leeft in delen van Zuid-Amerika en komt voor in Argentinië en Chili.